# Ingerophrynus gollum
Ingerophrynus gollum – gatunek płaza bezogonowego z rodziny ropuchowatych (Bufonidae). Jest endemitem Malezji, znanym wyłącznie z dwóch lokalizacji na Półwyspie Malajskim. Opisał go Larry Lee Grismer w 2007 roku. Miejsce typowe to „Visitor Center Peta” w Parku Narodowym Endau-Rompin w stanie Johor. Nazwa gatunkowa pochodzi od Golluma, postaci ze stworzonej przez J.R.R. Tolkiena mitologii Śródziemia. W Czerwonej księdze gatunków zagrożonych IUCN gatunek ten klasyfikowany jest jako zagrożony (EN, ang. Endangered).